# MTV Movie Awards 2015
Die Verleihung der MTV Movie Awards 2015 fand am 12. April 2015 im Nokia Theatre in Downtown Los Angeles, Kalifornien, statt. Gastgeberin der Show war Amy Schumer.
Mit acht Nennungen erhielten Guardians of the Galaxy die meisten Nominierungen, gefolgt von Das Schicksal ist ein mieser Verräter und Bad Neighbors  mit sieben Nominierungen und  Die Tribute von Panem – Mockingjay Teil 1, 22 Jump Street und Whiplash mit jeweils fünf Nominierungen. Jeweils drei Auszeichnungen gingen an Bad Neighbors, Das Schicksal ist ein mieser Verräter und Maze Runner – Die Auserwählten im Labyrinth gefolgt von Die Tribute von Panem – Mockingjay Teil 1 mit zwei Auszeichnungen.

## Präsentatoren
- Vin Diesel
- Channing Tatum, Joe Manganiello, Matt Bomer und Adam Rodriguez
- Bella Thorne
- Miles Teller
- Mark Wahlberg
- Zac Efron und Emily Ratajkowski
- Chris Evans, Scarlett Johansson, Chris Hemsworth, Mark Ruffalo und Jeremy Renner
- Miles Teller, Kate Mara, Michael B. Jordan und Jamie Bell
- Anders Holm und Logan Paul
- Reese Witherspoon und Sofía Vergara
- Cara Delevingne und Nat Wolff
- Brittany Snow, Anna Camp, Hailee Steinfeld und Rebel Wilson
- Jimmy Kimmel
- Bella Thorne
- Dwayne Johnson

## Auftritte
Folgende Künstler traten während der Veranstaltung auf:
- Fall Out Boy & Fetty Wap – Centuries/Trap Queen[2][3]
- Charli XCX, Ty Dolla Sign & Tinashe – Famous/Drop That Kitty[4]

## Preisträger und Nominierte
| Film                                                      | N | A |
| --------------------------------------------------------- | - | - |
| Guardians of the Galaxy                                   | 8 | 0 |
| Bad Neighbors                                             | 7 | 3 |
| Das Schicksal ist ein mieser Verräter                     | 7 | 3 |
| Die Tribute von Panem – Mockingjay Teil 1                 | 5 | 2 |
| 22 Jump Street                                            | 5 | 1 |
| Whiplash                                                  | 5 | 0 |
| Maze Runner – Die Auserwählten im Labyrinth               | 4 | 3 |
| Gone Girl – Das perfekte Opfer                            | 4 | 0 |
| Boyhood                                                   | 3 | 0 |
| Foxcatcher                                                | 3 | 0 |
| American Sniper                                           | 2 | 1 |
| Birdman oder (Die unverhoffte Macht der Ahnungslosigkeit) | 2 | 0 |
| Selma                                                     | 2 | 0 |
| The Interview                                             | 2 | 0 |
| The Return of the First Avenger                           | 2 | 0 |
| Top Five                                                  | 2 | 0 |

### Bester Film
präsentiert von Dwayne Johnson
Das Schicksal ist ein mieser Verräter (The Fault in Our Stars)
- American Sniper
- Boyhood
- Die Tribute von Panem – Mockingjay Teil 1 (The Hunger Games: Mockingjay – Part 1)
- Guardians of the Galaxy
- Gone Girl – Das perfekte Opfer (Gone Girl)
- Whiplash
- Selma

### Bester Schauspieler
präsentiert von Anna Camp, Brittany Snow, Hailee Steinfeld und Rebel Wilson
Bradley Cooper – American Sniper
- Ansel Elgort – Das Schicksal ist ein mieser Verräter (The Fault in Our Stars)
- Chris Pratt – Guardians of the Galaxy
- Channing Tatum – Foxcatcher
- Miles Teller – Whiplash

### Beste Schauspielerin
präsentiert von Vin Diesel
Shailene Woodley – Das Schicksal ist ein mieser Verräter (The Fault in Our Stars)
- Scarlett Johansson – Lucy
- Jennifer Lawrence – Die Tribute von Panem – Mockingjay Teil 1 (The Hunger Games: Mockingjay – Part 1)
- Emma Stone – Birdman oder (Die unverhoffte Macht der Ahnungslosigkeit) (Birdman: Or (The Unexpected Virtue of Ignorance))
- Reese Witherspoon – Der große Trip – Wild (Wild)

### Bester Newcomer
präsentiert von Anders Holm und Logan Paul
Dylan O’Brien – Maze Runner – Die Auserwählten im Labyrinth (The Maze Runner)
- Ellar Coltrane – Boyhood
- Ansel Elgort – Das Schicksal ist ein mieser Verräter (The Fault in Our Stars)
- David Oyelowo – Selma
- Rosamund Pike – Gone Girl – Das perfekte Opfer (Gone Girl)

### Bester Bösewicht
präsentiert von ?
Meryl Streep – Into the Woods
- Jillian Bell – 22 Jump Street
- Peter Dinklage – X-Men: Zukunft ist Vergangenheit (X-Men: Days of Future Past)
- Rosamund Pike – Gone Girl – Das perfekte Opfer (Gone Girl)
- J. K. Simmons – Whiplash

### Bester Angsthase
präsentiert von Matt Boomer, Joe Manganiello, Adam Rodriguez und Channing Tatum
Jennifer Lopez – The Boy Next Door
- Zach Gilford – The Purge: Anarchy
- Dylan O’Brien – Maze Runner – Die Auserwählten im Labyrinth (The Maze Runner)
- Rosamund Pike – Gone Girl – Das perfekte Opfer (Gone Girl)
- Annabelle Wallis – Annabelle

### Bester Oben-Ohne-Auftritt
präsentiert von ?
Zac Efron – Bad Neighbors (Neighbors)
- Ansel Elgort – Das Schicksal ist ein mieser Verräter (The Fault in Our Stars)
- Chris Pratt – Guardians of the Galaxy
- Channing Tatum – Foxcatcher
- Kate Upton – Die Schadenfreundinnen (The Other Woman)

### Beste Comedy-Darbietung
präsentiert von Jessie J und Mark Wahlberg
Channing Tatum – 22 Jump Street
- Rose Byrne – Bad Neighbors (Neighbors)
- Kevin Hart – Die Trauzeugen AG (The Wedding Ringer)
- Chris Pratt – Guardians of the Galaxy
- Chris Rock – Top Five

### Bester Filmkuss
präsentiert von Reese Witherspoon und Sofía Vergara
Ansel Elgort & Shailene Woodley – Das Schicksal ist ein mieser Verräter (The Fault in Our Stars)
- Rose Byrne & Halston Sage – Bad Neighbors (Neighbors)
- Chris Evans & Scarlett Johansson – The Return of the First Avenger (Captain America: The Winter Soldier)
- James Franco & Seth Rogen – The Interview
- Andrew Garfield & Emma Stone – The Amazing Spider-Man 2: Rise of Electro

### Beste Kampfszene
präsentiert von ?
Dylan O’Brien vs. Will Poulter – Maze Runner – Die Auserwählten im Labyrinth (The Maze Runner)
- Jillian Bell vs. Jonah Hill – 22 Jump Street
- Zac Efron vs. Seth Rogen – Bad Neighbors (Neighbors)
- Chris Evans vs. Sebastian Stan – The Return of the First Avenger (Captain America: The Winter Soldier)
- Michael Keaton vs. Edward Norton – Birdman oder (Die unverhoffte Macht der Ahnungslosigkeit) (Birdman: Or (The Unexpected Virtue of Ignorance))

### Bestes Filmpaar
präsentiert von Jamie Bell, Michael B. Jordan, Kate Mara und Miles Teller
Zac Efron & Dave Franco – Bad Neighbors (Neighbors)
- Bradley Cooper & Vin Diesel – Guardians of the Galaxy
- Ansel Elgort & Shailene Woodley – Das Schicksal ist ein mieser Verräter (The Fault in Our Stars)
- James Franco & Seth Rogen – The Interview
- Jonah Hill & Channing Tatum – 22 Jump Street

### Bester Musikmoment
präsentiert von ?
Jennifer Lawrence – Die Tribute von Panem – Mockingjay Teil 1 (The Hunger Games: Mockingjay – Part 1)
- Zac Efron & Seth Rogen – Bad Neighbors (Neighbors)
- Bill Hader & Kristen Wiig – The Skeleton Twins
- Chris Pratt – Guardians of the Galaxy
- Miles Teller – Whiplash

### Bester WTF-Moment
präsentiert von ?
Rose Byrne & Seth Rogen – Bad Neighbors (Neighbors)
- Rosario Dawson & Anders Holm – Top Five
- Charlie Day & Jason Sudeikis – Kill the Boss 2 (Horrible Bosses 2)
- Jonah Hill – 22 Jump Street
- Miles Teller – Whiplash

### Beste Filmverwandlung
präsentiert von ?
Elizabeth Banks – Die Tribute von Panem – Mockingjay Teil 1 (The Hunger Games: Mockingjay – Part 1)
- Steve Carell – Foxcatcher
- Ellar Coltrane – Boyhood
- Eddie Redmayne – Die Entdeckung der Unendlichkeit (The Theory of Everything)
- Zoë Saldaña – Guardians of the Galaxy

### Bester Filmheld
präsentiert von ?
Dylan O’Brien – Maze Runner – Die Auserwählten im Labyrinth (The Maze Runner)
- Martin Freeman – Der Hobbit: Die Schlacht der Fünf Heere (The Hobbit: The Battle of the Five Armies)
- Jennifer Lawrence – Die Tribute von Panem – Mockingjay Teil 1 (The Hunger Games: Mockingjay – Part 1)
- Chris Pratt – Guardians of the Galaxy
- Shailene Woodley – Die Bestimmung – Insurgent (The Divergent Series: Insurgent)

### Trailblazer Award
präsentiert von Miles Teller
Shailene Woodley

### Comedic Genius Award
präsentiert von Jimmy Kimmel
Kevin Hart

### Generation Award
präsentiert von Chris Evans, Chris Hemsworth, Scarlett Johansson, Jeremy Renner und Mark Ruffalo
Robert Downey Jr.